# Yes (film)
Yes è un film del 2004 diretto da Sally Potter.
Il film, interpretato da Joan Allen, Simon Abkarian, Sam Neill, e Shirley Henderson, ha la particolarità di essere recitato interamente in pentametri giambici, versi classici della poesia inglese.

## Trama
"Lei" è una scienziata americana di origini irlandesi che vive a Londra, "infelicemente" sposata con Anthony che la tradisce. Durante un banchetto conosce "Lui", un chirurgo libanese in esilio costretto a lavorare come cuoco, e l'incontro cambia improvvisamente le loro vite. Iniziano una storia piena di passione che gradualmente li spinge a sfidare tutte le loro convinzioni sulla sessualità, l'etica, Dio e l'amore. Ma gli eventi iniziano a gettare una lunga ombra sulla loro intimità e "Lui" decide di terminare la relazione quando realizza di non poter tollerarne lo squilibrio. La sua fede in Dio e nel mondo che si è lasciato dietro cominciano infatti a riemergere: tutto ciò che lo ha attirato di "Lei" gli ricorda solo il dolore e l'umiliazione che sperimenta ogni giorno come uomo del Medio Oriente che vive in Occidente.

## Produzione
Yes è il quarto film realizzato da Sally Potter con il produttore Christopher Sheppard, dopo Orlando (film) (1992), Lezioni di tango (1997) e The Man Who Cried - L'uomo che pianse (2000). Per questo film "cosmopolita", girato in sei settimane tra Londra, Belfast, Cuba e Repubblica Dominicana, si sono uniti il produttore newyorkese indipendente Andrew Fierberg, il direttore della fotografia russo Aleksei Rodionov, lo scenografo argentino Carlos Conti e il tecnico del suono francese Jean-Paul Mugel.
La regista ha iniziato a lavorare sulla storia nei giorni successivi gli attentati dell'11 settembre 2001 a New York. «Ho sentito l'urgenza di rispondere alla rapida demonizzazione del mondo arabo in Occidente», ha dichiarato, «e alla parallela ondata di odio contro gli Stati Uniti. Mi sono posta la domanda: cosa può fare un regista in un'atmosfera di odio e paura? Quali sono le storie che devono essere raccontate? Ho iniziato scrivendo una storia tra due amanti, un uomo dal Medio Oriente (il Libano) e una donna dall'Occidente (un'irlandese-americana), dal punto in cui la loro storia d'amore è diventata una zona di guerra esplosiva, con le differenze dei loro background che iniziano a gettare una lunga ombra sulla loro intimità».
Le scene ambientate a Beirut sono state girate in realtà a L'Avana, in quanto la guerra in Iraq iniziata nel marzo 2003, lo stesso periodo delle riprese, aveva reso il film non "assicurabile". L'attrice Joan Allen, cittadina americana e per tale motivo non autorizzata a lavorare a Cuba, non ha potuto raggiungere il resto della troupe e le sue scene sono state girate nella Repubblica Dominicana.
A proposito della particolare tecnica di recitazione in versi, la regista ha affermato: «Sembrava del tutto naturale come modo di esprimere questa strana fusione di idee, amore e religione, guerra e morte, che altrimenti sarebbero diventate piuttosto pesanti e didattiche nel linguaggio quotidiano. Erano grandi, grandi idee da gestire. Ma qualcosa nella forma del verso, e il pentametro giambico in particolare, crea un flusso verso le cose che le naturalizza».

## Colonna sonora
La colonna sonora, che spazia tra musica classica, jazz, rock, folk e world music, è stata distribuita nel 2005 dall'etichetta Edge Music.
Tra i brani, il tradizionale guajira cubano El Carretero, riarrangiato dal venezuelano Gonzalo Grau con la presenza del duduk (strumento a fiato armeno) e un arrangiamento di Sally Potter e del polistrumentista Fred Frith di Fawn di Tom Waits. La stessa regista è autrice della musica che accompagna i titoli di coda, scritta sempre con il collaboratore di lunga data Fred Frith.

### Tracce
1. Uakti – Paru River (Philip Glass) – 4:27
2. Dmitri Alexeev – Valzer op. 64 n. 2 (Fryderyk Chopin) – 4:11
3. B.B. King & Eric Clapton – Ten Long Years (B.B. King, Jules Taub) – 4:41
4. Gustavo Santaolalla – Iguazu (G. Santaolalla) – 4:50
5. Winds Of Passion – Norketsou Bar (tradizionale) – 1:37
6. Fred Frith & Sally Potter – Pink Shoes (F. Frith, S. Potter) – 3:34
7. Efim Bronfman – Concerto per pianoforte e orchestra n. 2, primo movimento (Sergej Rachmaninov) – 11:14
8. Claude Chalhoub – Gnossienne (Erik Satie) – 3:53
9. Fred Frith – Run (F. Frith, S. Potter) – 3:19
10. Katia e Marielle Labèque – Valzer in la bemolle maggiore (Johannes Brahms) – 1:45
11. Gonzalo Grau – El Carretero (Guillermo Portables) – 3:25
12. Thomas Bloch & Fred Frith – Sweet (S. Potter) – 1:52
13. Yeghish Manoukian – Yeghishi Bar (Y. Manoukian) – 3:28
14. Kronos Quartet – 12/12 (Café Tacuba) – 11:42
15. Thomas Bloch & Fred Frith – Fawn (Tom Waits, Kathleen Brennan) – 1:48

## Distribuzione
Il film è stato proiettato in anteprima il 4 settembre 2004 al Telluride Film Festival, seguito dal Toronto International Film Festival (12 settembre 2004), il London Film Festival (27 ottobre 2004), il Festival di Berlino (febbraio 2005, sezione "Panorama") e il Seattle International Film Festival (22 maggio 2005).
Negli Stati Uniti è uscito a partire dal 24 giugno 2005 e nel Regno Unito dal successivo 5 agosto. In seguito è stato mostrato in altre rassegne internazionali, tra cui:
- Copenhagen International Film Festival (22 agosto 2005)
- Athens Film Festival (24 settembre 2005)
- Dinard Festival of British Cinema (6 ottobre 2005)
- Sitges - Festival internazionale del cinema fantastico della Catalogna (12 ottobre 2005)
- Image a Nation Film Festival (15 ottobre 2005)
- Iceland International Film Festival (27 ottobre 2005)
- Golden Horse Film Festival (10 novembre 2005)
- Festival internazionale del cinema di Mar del Plata (11 marzo 2006)

### Date di uscita
- USA - 24 giugno 2005
- Regno Unito - 5 agosto 2005
- Turchia - 5 agosto 2005
- Paesi Bassi - 22 settembre 2005
- Svizzera - 29 settembre 2005
- Svezia - 14 ottobre 2005
- Giappone - 15 ottobre 2005
- Thailandia - 10 novembre 2005
- Belgio - 14 dicembre 2005
- Germania - 5 gennaio 2006
- Messico - 13 gennaio 2006
- Israele - 2 febbraio 2006

## Accoglienza

### Incassi
Realizzato con un budget di circa un milione di sterline (di cui 450.000 dallo UK Film Council), il film ha incassato nel Regno Unito 17.326 sterline, mentre negli Stati Uniti ha riportato un incasso complessivo di 396.760 dollari (circa 288.000 sterline).

### Critica
Il film ha ricevuto un giudizio misto da parte dalla critica. Il sito Rotten Tomatoes riporta il 52% di recensioni professionali con giudizio positivo e un voto medio di 5,8 su 10, mentre il sito Metacritic assegna al film un punteggio di 55 su 100 basato su 29 recensioni.
Il critico Roger Ebert lo ha definito «vivo e audace, non una ripetizione di materiali e stili sicuri», Desson Thomson del Washington Post «un'avventura dell'anima unica e coraggiosa» e Ken Fox di TV Guide «un dramma ardito e senza paura pieno di ironia fulminante». Secondo Tasha Robinson del sito The A.V. Club, Yes «mette in mostra un mestiere e un'intensità vibrante e ovattata che lo rendono convincente anche quando la storia perde la sua attenzione», mentre Jonathan Rosenbaum ha scritto sul Chicago Reader: «Splendidamente realizzato e abilmente distribuito, diventa il libretto per la musica visiva della Potter, creando un lirismo notevole e una immediatezza emotiva».
Decisamente diverso è stato il giudizio espresso da altri critici, tra cui Jeffrey M. Anderson di Combustible Celluloid («un esperimento fallito»), Mick LaSalle del San Francisco Chronicle («soprattutto insopportabile»), Lisa Schwarzbaum di Entertainment Weekly («un guazzabuglio intellettuale») e del sito E! Online che ha scritto: «Non siamo esattamente sicuri di ciò che la sceneggiatrice e regista Sally Potter aveva in mente, ma qualunque cosa fosse non dovrebbe mai più provarci».

## Riconoscimenti
2005
- Seattle International Film Festival
SIFF Award per la miglior attrice a Joan Allen
- Brisbane International Film Festival
Interfaith Award, raccomandazione speciale a Sally Potter
- British Independent Film Awards
Nomination Miglior attrice a Joan Allen
- Emden International Film Festival
Nomination Emden Film Award a Sally Potter